# باك سونغ هيوك
باك سونغ هيوك (بالإنجليزية: Pak Sung-Hyok)‏ (مواليد 30 مايو 1990 في كوريا الشمالية) لاعب كرة قدم كوري شمالي يلعب حاليا لصالح نادي سوبايسكو الكوري الشمالي .

## روابط خارجية
- باك سونغ هيوك على موقع الاتحاد الدولي (مؤرشف)  (الإنجليزية)
- باك سونغ هيوك على موقع قاعدة بيانات كرة القدم.إي يو (الإنجليزية)
- باك سونغ هيوك على موقع ناشيونال فوتبول تيمز (الإنجليزية)
- باك سونغ هيوك على موقع Soccerway.com (الإنجليزية)
- باك سونغ هيوك على موقع عالم كرة القدم.نت (الإنجليزية)